# Implizites Euler-Verfahren
Das implizite Euler-Verfahren (nach Leonhard Euler) (auch Rückwärts-Euler-Verfahren) ist ein numerisches Verfahren zur Lösung von Anfangswertproblemen. Es ist ein implizites Verfahren, das heißt, in jedem Schritt muss eine – im Allgemeinen nichtlineare – Gleichung gelöst werden.

## Das Verfahren
Zur numerischen Lösung des Anfangswertproblems
{\displaystyle {\dot {x}}=f(t,x),\quad \quad x(t_{0})=x_{0}}
für eine gewöhnliche Differentialgleichung wähle man eine Diskretisierungsschrittweite {\displaystyle h>0}, betrachte die diskreten Zeitpunkte
{\displaystyle t_{k}=t_{0}+kh,\quad \quad k=0,1,2,\dots }
und berechne die iterierten Werte
{\displaystyle x_{k+1}=x_{k}+hf(t_{k+1},x_{k+1})\quad ,\quad k=0,1,\dots }
Der Wert {\displaystyle f(t_{k+1},x_{k+1})} ist hierbei nicht explizit gegeben, sondern nur implizit, denn {\displaystyle x_{k+1}} taucht auf beiden Seiten der Gleichung auf. Zur Berechnung von {\displaystyle x_{k+1}} muss die Gleichung also in jedem Iterationsschritt gelöst werden, z. B. numerisch mit dem Newton-Verfahren. Dieses Problem stellt sich bei linearen Systemen nicht, da nach {\displaystyle x_{k+1}} aufgelöst werden kann.
Die Werte {\displaystyle x_{k}} stellen dann Approximationen an die tatsächlichen Werte {\displaystyle x(t_{k})} der exakten Lösung des Anfangswertproblems dar. Je kleiner die Schrittweite {\displaystyle h} gewählt wird, desto mehr Rechenarbeit muss geleistet werden, aber desto besser werden auch die approximierten Werte.
Wird ein Verfahren über {\displaystyle x_{k+1}=x_{k}+hf(t_{k},x_{k})} definiert, erhält man das explizite Euler-Verfahren.

## Eigenschaften

Der rosafarbene Bereich stellt das Stabilitätsgebiet des impliziten Euler-Verfahrens dar.

Das implizite Euler-Verfahren hat Konsistenz- und Konvergenzordnung 1. Es ist A-stabil, sein Stabilitätsgebiet enthält also die komplette linke Halbebene der komplexen Zahlenebene. Es gibt damit für das implizite Euler-Verfahren keine Einschränkungen an die Zeitschritte aufgrund von Stabilitätseinschränkungen, was den Zwang des Lösens von Gleichungssystemen in jedem Schritt wettmacht. Aufgrund der geringen Ordnung ist es damit besonders für Probleme interessant, bei denen die Iteration in einen stabilen Endzustand hineinläuft und die Genauigkeit der Zwischenergebnisse nicht interessant ist.